# Eilat
Eilat (hebreiska אילת) är en turistort i södra Israel, belägen vid Röda Havet. Den är Israels sydligaste stad och invånarantalet var drygt 47 000 (2012). Det strategiska läget vid Röda havet var särskilt viktigt för importen av bland annat olja fram till 1979, när israeliska fartyg, eller fartyg på väg till eller från Israel, inte hade tillåtelse att trafikera Suezkanalen. Från Eilat finns gränspassager till både Jordanien och Egypten.
Läget vid öknen ger ett torrt och varmt klimat. På vintern håller sig temperaturen kring +25 grader och på sommaren stiger den till minst +35 grader. I vattnet utanför Eilat finns ett korallrev som är populärt mål för dykare, och söder om staden, vid gränsen mot Egypten, ligger ett akvarium med tropiska fiskar.
Stadens stränder, nattliv och ökenlandskapet gör den till ett populärt resmål, både inrikes och internationellt.

## Historia
Redan i Bibeln är staden Eilat omnämnd. Ruiner efter den ursprungliga staden finns i den jordanska staden Aqaba, någon kilometer öster om Eilat. Staden är namngiven efter den bibliska staden Elath och började den moderna stadens historia som en militär utpost.
Den började dock växa snabbt i takt med att områdets naturfyndigheter kartlades, Timna Koppargruvor öppnades, Eilat Ashkelon Pipeline anlades samt Eilats hamn byggdes och blev en viktig del i landet Israels utveckling.

## Transport
Eilat är ansluten till resten av Israel och världen genom flyg, vägar, sjöfart och bussar. Eilat Airport är placerad i stadskärnan och används främst till inrikesflyg. Det finns ytterligare en flygplats som heter Ovda som ligger en bit norr om staden, den används mestadels för utrikestrafik.

## Vänorter
Eilat har följande vänorter:
| - FRA Antibes, Frankrike - FRA Juan-les-Pins, Frankrike - CHI Arica, Chile - RSA Durban, Sydafrika | - ESP Benidorm, Spanien - BUL Smoljan, Bulgarien - GER Kamen, Tyskland - GRE Serrai, Grekland | - NED Kampen, Nederländerna - USA Los Angeles, USA - ARG Ushuaia, Argentina | - SVK Piešťany, Slovakien - HUN Sopron, Ungern - RUS Yalta, Ryssland/Ukraina - PRC Yinchuan, Kina |